# Diocesi di Coria-Cáceres

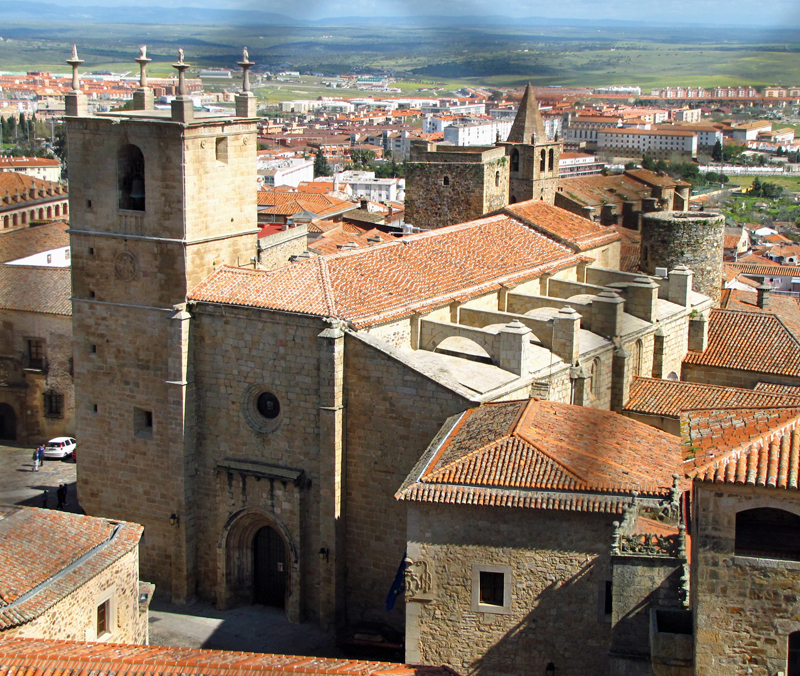
Concattedrale di Santa Maria, a Cáceres.

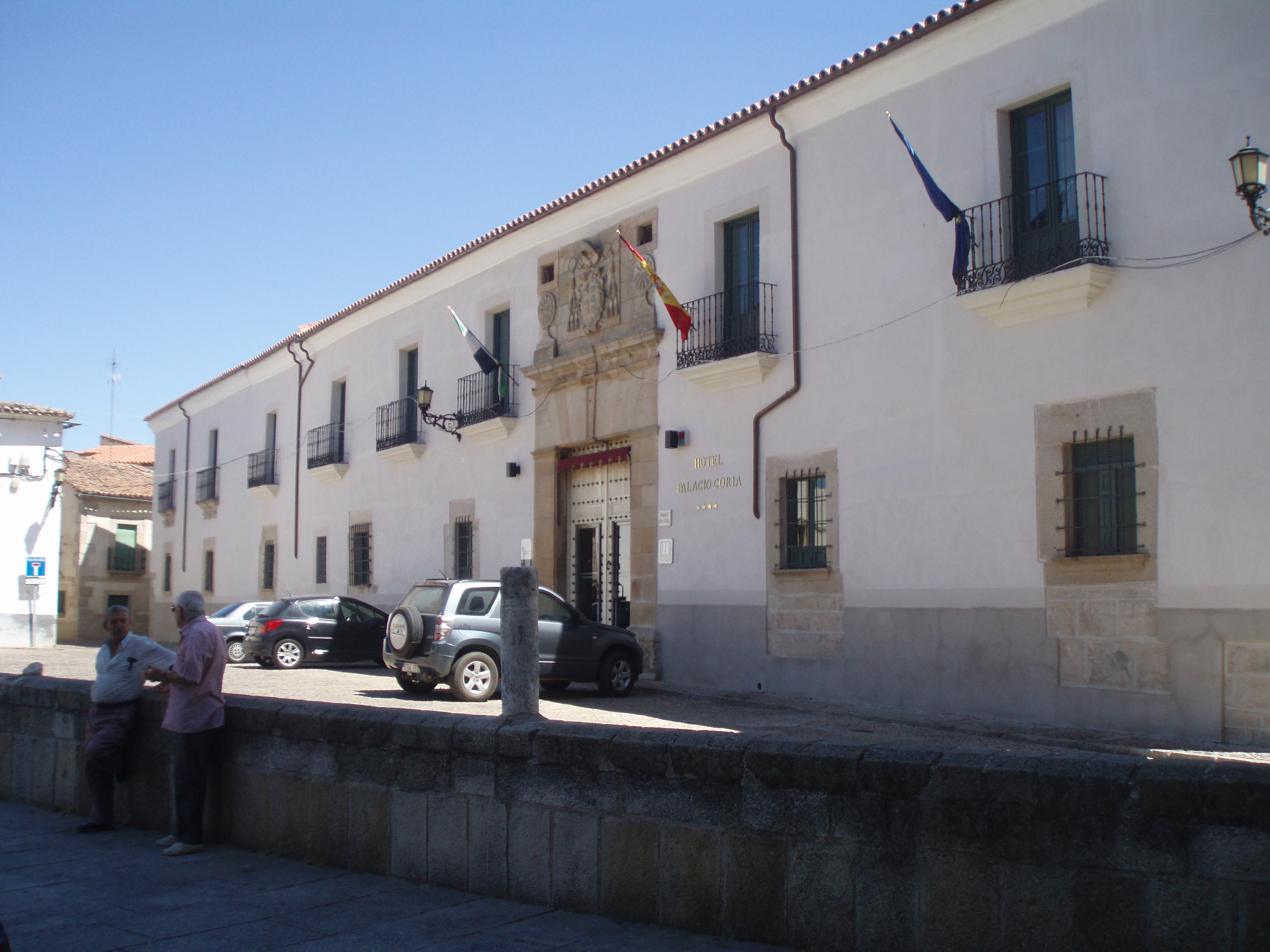
Il palazzo episcopale di Coria.

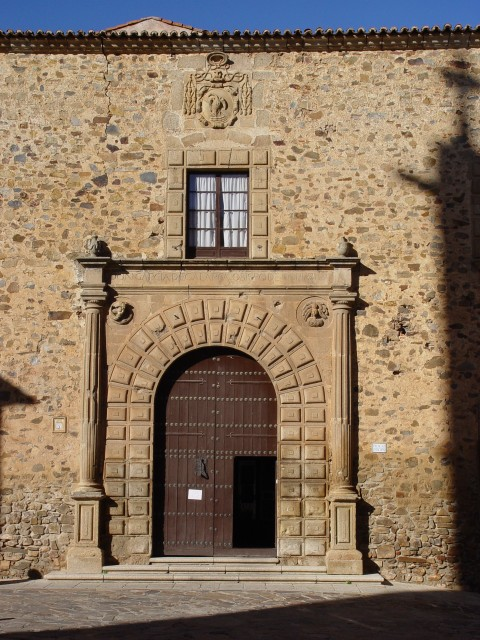
Il palazzo episcopale di Cáceres.

La diocesi di Coria-Cáceres (in latino Dioecesis Cauriensis-Castrorum Caeciliorum) è una sede della Chiesa cattolica in Spagna suffraganea dell'arcidiocesi di Mérida-Badajoz. Nel 2021 contava 208.300 battezzati su 217.265 abitanti. È retta dal vescovo Jesús Pulido Arriero.
Patroni della diocesi sono Pietro d'Alcántara e la Vergine di Argeme (Virgen de Argeme).

## Territorio
La diocesi comprende la parte occidentale della provincia di Cáceres, estendendosi per circa metà della sua superficie.
Sede vescovile è la città di Coria, dove si trova la cattedrale dell'Assunzione di Maria Vergine. A Cáceres sorge la concattedrale di Santa Maria.
Il territorio si estende su 10.052 km² ed è suddiviso in 160 parrocchie, raggruppate in 9 arcipresbiterati: Alcántara-Arroyo de la Luz, Cáceres, Coria, Granadilla, Hurdes, Montánchez, Montehermoso, Sierra de Gata e Valencia de Alcántara.

## Storia
La data dell'erezione della diocesi di Coria è incerta. La tradizione, ritenuta leggendaria, attribuisce l'erezione a papa san Silvestro nella prima metà del IV secolo. Tuttavia il primo riscontro storico di un vescovo di Coria risale al 589, anno in cui Jacinto partecipò al III Concilio di Toledo. Probabilmente in origine era suffraganea dell'arcidiocesi di Augusta Emerita, capitale della provincia romana della Lusitania.
Durante la dominazione araba la sede di Coria sopravvisse almeno per un certo periodo, come è testimoniato dalla presenza di due vescovi nell'ultimo quarto del IX secolo e all'inizio del X secolo.
La successione episcopale riprese regolarmente dal 1142, quando dopo la Reconquista papa Innocenzo III elesse il vescovo Iñigo Navarrón. A partire da questa data la diocesi entrò a far parte della provincia ecclesiastica dell'arcidiocesi di Santiago di Compostela.
Nel 1603 il vescovo Pedro García de Galarza istituì il seminario diocesano di San Pietro, con sede in Cáceres; in seguito venne trasferito a Coria nel 1819.
Con il concordato del 1851 la diocesi entrò a far parte della provincia ecclesiastica dell'arcidiocesi di Toledo.
Il 1º aprile 1923 il vescovo Segura Sáenz fondò il giornale Extremadura.
Il 9 aprile 1957, in forza della bolla Cum eae ad perficiendum di papa Pio XII, la chiesa di Santa Maria di Cáceres è stata elevata al rango di concattedrale e contestualmente la diocesi ha assunto il nome attuale.
In seguito alle decisioni del concordato del 1953, il 30 aprile e il 20 luglio 1958 i limiti territoriali sono stati stabiliti nella forma attuale, grazie alla cessione delle parrocchie di San Vicente de Alcántara e di Puebla de Obando alla diocesi di Badajoz e all'acquisizione dalla medesima dell'arcipresbiterato di Montánchez; e alla cessione di una serie di parrocchie alla diocesi di Salamanca, con la contestuale acquisizione dell'arcipresbiterato di Sierra de Gata dalla diocesi di Ciudad Rodrigo e della parrocchia di Aldeanueva del Camino dalla diocesi di Plasencia.
Il 28 luglio 1994 è diventata suffraganea dell'arcidiocesi di Mérida-Badajoz.

## Cronotassi dei vescovi
Si omettono i periodi di sede vacante non superiori ai 2 anni o non storicamente accertati.
- Jacinto † (menzionato nel 589)
- Elías † (menzionato nel 610)
- Bonifacio I † (prima del 633 - dopo il 638)
- Juan † (prima del 646 - dopo il 653)
- Donato † (menzionato nel 666)
- Atala † (prima del 681 - dopo il 688)
- Bonifacio II † (menzionato nel 693)
- Pedro I † (menzionato nel 714)
- Jacobo (Babilla) † (prima dell'876 ? - dopo l'899)
- Diego I † (dopo il 900)
- Iñigo Navarrón † (1142 - 1152 nominato vescovo di Salamanca)
- Suero I † (1157 - dopo il 10 ottobre 1168)
- Pedro II † (18 marzo 1169 - 1177)
- Arnaldo I † (1º aprile 1181 - 1197)
- Arnaldo II † (1199 - 1211)
- Giraldo, O.S.B. † (1212 - 1227)
- Pedro III † (1227 - 1232)
- Sancho † (1232 - 1252)
- Pedro IV Domínguez † (1253 - 1260)
- Fernando I † (1261 - 1271)
- Gonzalo † (1272 - 1277)
- Suero II † (1277 - 1280)
- Simón † (1281 - 1282)
- Alonso I † (1283 - 1316)
- Pedro Méndez Sotomayor y Meiras † (1317 - 1324)
- Alonso II † (1325 - 1335)
- Juan I † (1335 - 1343)
- Alfonso † (1344 - 1348)
- Pedro Ramón, O.E.S.A. † (20 febbraio 1348 - 15 gennaio 1354 nominato vescovo di León)
- Pedro de Peñaranda † (12 febbraio 1354 - 1360 deceduto)
- Rodrigo † (24 aprile 1360 - 1365 ? deceduto)
- Diego II, O.F.M. † (10 dicembre 1365 - 1368 ? deceduto)
- Gil † (28 febbraio 1368 - 1371 ? deceduto)
- Guillermo, O.F.M. † (3 settembre 1371 - 1379)
- Fernando II † (1379 - 1380 ?)
- Alonso Maimón † (1381 ? - 1398)
- Juan II † (1399 - 1400 deceduto)
- Esteban de Crivelo, O.F.M. † (8 febbraio 1400 - 1401)
  - Alonso † (1401 - 1403) (vescovo eletto)
- García de Castronuño, O.P. † (30 luglio 1403 - 1420 deceduto)
- Martín de Galos † (15 luglio 1420 - 1436 deceduto)
- Alfonso de Villegas † (1436 - 1437 deceduto)
- Pedro López de Miranda † (24 gennaio 1438 - 11 ottobre 1443 nominato vescovo di Calahorra)
  - Juan de Carvajal † (11 ottobre 1443 - ? dimesso)[4] (vescovo eletto)
- Alonso Enríquez de Mendoza † (maggio 1444 - 1449 deceduto)
- Fernando López de Villaescusa † (30 gennaio 1455 - 18 marzo 1457 nominato vescovo di Segovia)
- Iñigo Manrique de Lara † (18 marzo 1457 - 10 maggio 1475 nominato vescovo di Jaén)
- Francisco de Toledo † (10 maggio 1475 - 1479 deceduto)
- Juan de Ortega, O.S.H. † (16 giugno 1479 - 1485 deceduto)
- Diego de Fonseca † (27 gennaio 1486 - 1486 deceduto)
- Vasco Ramírez † (18 maggio 1487 - 4 dicembre 1488 deceduto)
- Pedro Ximénez de Préxamo † (23 gennaio 1489 - 1495 deceduto)
  - Cesare Borgia † (1495 - 6 settembre 1499 dimesso) (amministratore apostolico)
  - Juan López † (6 settembre 1499 - 5 agosto 1501 deceduto) (amministratore apostolico)
  - Francisco de Busleyden † (26 novembre 1501 - 23 agosto 1503 deceduto) (amministratore apostolico)
- Juan Ortega Bravo de la Laguna † (5 maggio 1503 - 1517 deceduto)
  - Bernardo Dovizi da Bibbiena † (4 novembre 1517 - 9 novembre 1520 deceduto) (amministratore apostolico)
- Carlos Lalaing † (1520 - 1524)
- Pedro de Montemolín † (1527)
- Íñigo López de Mendoza y Zúñiga † (1528 - 2 marzo 1529 nominato vescovo di Burgos)
- Guillermo Valdenese † (2 maggio 1529 - 23 maggio 1530 deceduto)
- Francisco de los Ángeles Quiñones, O.F.M. † (5 dicembre 1530 - 1532 dimesso)
- Francisco Mendoza Bobadilla † (14 febbraio 1533 - 27 giugno 1550 nominato vescovo di Burgos)
- Diego Enríquez de Almansa † (14 luglio 1550 - ottobre 1565 deceduto)
- Diego Deza Tello † (26 aprile 1566 - 11 settembre 1577 nominato vescovo di Jaén)
- Pedro Serrano Téllez † (11 settembre 1577 - 22 settembre 1578 deceduto)
- Pedro García de Galarza † (9 gennaio 1579 - 6 maggio 1604 deceduto)
- Pedro Carvajal Girón de Loaysa † (10 dicembre 1604 - 8 settembre 1621 deceduto)
- Jerónimo Ruiz Camargo † (23 maggio 1622 - 16 febbraio 1632 nominato vescovo di Cordova)
- Juan Roco Campofrío, O.S.B. † (8 marzo 1632 - 16 settembre 1635 deceduto)
  - Sede vacante (1635-1637)
- Antonio González Acevedo † (5 ottobre 1637 - 14 marzo 1642 deceduto)
- Juan Queipo de Llano y Valdés † (13 luglio 1643 - 17 ottobre 1643 deceduto)
- Pedro Urbina Montoya, O.F.M. † (2 maggio 1644 - 28 giugno 1649 nominato arcivescovo di Valencia)
- Francisco de Zapata y Mendoza † (13 settembre 1649 - 1654 deceduto)
- Antonio Sarmiento de Luna y Enríquez † (14 maggio 1655 - 9 luglio 1658 nominato vescovo di Sigüenza)
- Diego López de la Vega † (28 gennaio 1659 - 5 giugno 1659 deceduto)
- Francisco de Gamboa, O.S.A. † (10 novembre 1659 - 2 luglio 1663 nominato arcivescovo di Saragozza)
- Gabriel Vázquez Saavedra y Rojas † (27 agosto 1663 - 1664 deceduto)
- Frutos Bernardo Patón de Ayala † (23 giugno 1664 - 4 febbraio 1669 nominato vescovo di Sigüenza)
- Antonio Fernández de Campo y Angulo † (3 giugno 1669 - 1º luglio 1671 nominato vescovo di Jaén)
- Gonzalo Bravo de Grajera † (28 settembre 1671 - 30 agosto 1672 deceduto)
- Baltasar de los Reyes, O.F.M. † (30 gennaio 1673 - 5 maggio 1673 deceduto)
- Bernardino León de la Rocha † (25 settembre 1673 - gennaio 1675 deceduto)
- Francisco Antonio Sarmiento de Luna Enríquez, O.S.A. † (27 maggio 1675 - 21 luglio 1683 deceduto)[5]
- Juan Porras y Atienza † (24 aprile 1684 - 28 luglio 1704 deceduto)
- Miguel Pérez Lara † (9 febbraio 1705 - 1710 deceduto)
  - Sede vacante (1710-1713)
- Luis Salcedo Azcona † (22 maggio 1713 - 1º luglio 1716 nominato arcivescovo di Santiago di Compostela)
- Sancho Antonio Belunza Corcuera † (5 ottobre 1716 - 15 ottobre 1731 deceduto)
- Miguel Vicente Cebrián Agustín † (9 giugno 1732 - 24 settembre 1742 nominato vescovo di Cordova)
- José Francisco Magdaleno † (24 settembre 1742 - 17 gennaio 1750 deceduto)
- Juan José García Álvaro † (25 maggio 1750 - gennaio 1784 deceduto)
- Diego Martín Rodríguez, O.F.M. † (14 febbraio 1785 - 4 maggio 1789 deceduto)
- Juan Álvarez Castro † (29 marzo 1790 - 29 agosto 1809 deceduto)
  - Sede vacante (1809-1815)
- Blas Jacobo Beltrán † (10 luglio 1815 - 28 aprile 1821 deceduto)
  - Sede vacante (1821-1824)
- Joaquín López Sicilia † (12 luglio 1824 - 15 marzo 1830 nominato arcivescovo di Burgos)
- Ramón Montero † (15 marzo 1830 - 4 ottobre 1847 nominato arcivescovo di Burgos)
- Manuel Anselmo Nafría † (17 gennaio 1848 - 28 gennaio 1851 deceduto)
- Antonio María Sánchez Cid y Carrascal † (27 settembre 1852 - 14 febbraio 1858 deceduto)
- Juan Nepomuceno Garcia Gómez † (25 giugno 1858 - 6 ottobre 1864 deceduto)
- Esteban Pérez Fernández † (25 settembre 1865 - 22 giugno 1868 nominato vescovo di Malaga)
- Pedro Núñez y Pernía, O.S.B. † (24 settembre 1868 - 16 marzo 1884 deceduto)
- Beato Marcelo Spínola y Maestre † (10 novembre 1884 - 10 giugno 1886 nominato vescovo di Malaga)
- Luis Felipe Ortiz y Gutiérrez † (10 giugno 1886 - 19 gennaio 1893 nominato vescovo di Zamora)
- Ramón Peris Mencheta † (21 maggio 1894 - 6 gennaio 1920 deceduto)
- Pedro Segura y Sáenz † (10 luglio 1920 - 20 dicembre 1926 nominato arcivescovo di Burgos)
- Dionisio Moreno y Barrio † (2 dicembre 1927 - 10 dicembre 1934 deceduto)
- Francisco Barbado y Viejo, O.P. † (1º maggio 1935 - 10 aprile 1942 nominato vescovo di Salamanca)
  - Sede vacante (1942-1944)
- Francisco Cavero y Tormo † (9 dicembre 1944 - 10 aprile 1949 deceduto)
- Manuel Llopis Ivorra † (2 febbraio 1950 - 16 marzo 1977 ritirato)
- Jesús Domínguez Gómez † (16 marzo 1977 - 26 ottobre 1990 deceduto)
- Ciriaco Benavente Mateos (17 gennaio 1992 - 15 ottobre 2006 nominato vescovo di Albacete)
- Francisco Cerro Chaves (21 giugno 2007 - 27 dicembre 2019 nominato arcivescovo di Toledo)
- Jesús Pulido Arriero, dal 7 dicembre 2021

## Statistiche
La diocesi nel 2021 su una popolazione di 217.265 persone contava 208.300 battezzati, corrispondenti al 95,9% del totale.
| anno | popolazione | popolazione | popolazione | presbiteri | presbiteri | presbiteri | presbiteri                | diaconi | religiosi | religiosi | parrocchie |
| anno | battezzati  | totale      | %           | numero     | secolari   | regolari   | battezzati per presbitero | diaconi | uomini    | donne     | parrocchie |
| ---- | ----------- | ----------- | ----------- | ---------- | ---------- | ---------- | ------------------------- | ------- | --------- | --------- | ---------- |
| 1950 | 260.825     | 260.825     | 100,0       | 169        | 156        | 13         | 1.543                     |         | 22        | 286       | 131        |
| 1970 | 260.770     | 260.770     | 100,0       | 220        | 194        | 26         | 1.185                     |         | 34        | 398       | 150        |
| 1980 | 245.202     | 245.202     | 100,0       | 189        | 166        | 23         | 1.297                     |         | 27        | 362       | 151        |
| 1990 | 236.000     | 237.000     | 99,6        | 185        | 160        | 25         | 1.275                     |         | 29        | 330       | 157        |
| 1999 | 235.068     | 238.670     | 98,5        | 186        | 163        | 23         | 1.263                     | 1       | 62        | 310       | 157        |
| 2000 | 241.846     | 248.752     | 97,2        | 189        | 163        | 26         | 1.279                     | 1       | 59        | 301       | 158        |
| 2001 | 244.431     | 250.969     | 97,4        | 186        | 170        | 16         | 1.314                     | 1       | 53        | 310       | 157        |
| 2002 | 242.962     | 252.606     | 96,2        | 182        | 164        | 18         | 1.334                     | 1       | 54        | 305       | 157        |
| 2003 | 245.160     | 256.206     | 95,7        | 180        | 161        | 19         | 1.362                     | 1       | 30        | 302       | 157        |
| 2004 | 252.010     | 264.090     | 95,4        | 183        | 162        | 21         | 1.377                     | 1       | 32        | 307       | 159        |
| 2006 | 251.701     | 263.430     | 95,5        | 170        | 147        | 23         | 1.480                     | 1       | 34        | 298       | 160        |
| 2013 | 248.097     | 251.160     | 98,8        | 179        | 151        | 28         | 1.386                     | 7       | 35        | 270       | 161        |
| 2016 | 232.520     | 235.951     | 98,5        | 171        | 150        | 21         | 1.359                     | 8       | 25        | 242       | 161        |
| 2019 | 228.780     | 232.160     | 98,5        | 185        | 142        | 43         | 1.236                     | 10      | 56        | 222       | 161        |
| 2021 | 208.300     | 217.265     | 95,9        | 158        | 136        | 22         | 1.318                     | 8       | 35        | 214       | 160        |